# Jŏngsŏng-Straße
Die Jŏngsŏng-Straße (kor. 정성거리, „Straße der Treue“) ist eine Hauptstraße in der nordkoreanischen Stadt Hamhŭng (Hamgyŏng-namdo).

## Geschichte
Nach dem Koreakrieg wurde die Stadt Hamhŭng mithilfe der DDR wiederaufgebaut. Dazu wurde die Deutsche Arbeitsgruppe Hamhŭng ins Leben gerufen und dorthin geschickt. Das Projekt begann 1954 und wurde 1962 vorzeitig beendet. Die Anlage der Jŏngsŏng-Straße war ein Teil der Arbeiten. Anfänglich trug sie den Namen Wilhelm-Pieck-Straße (manchmal auch Wilhelm-Pieck-Allee genannt). Hier befand sich auch das Planungsbüro der Arbeitsgruppe, das heute als Stadtplanungsamt fungiert. Nach dem vorzeitigen Ende der Hilfe erhielt die Straße ihren heutigen Namen. Sie ist also Sinnbild der damaligen Beziehungen zwischen der DDR und Nordkorea, die im Laufe der Jahre immer schwieriger wurden (siehe Deutsch-nordkoreanische Beziehungen).

## Bauwerke
Die Straße beginnt südlich des Stadtzentrums an der Manse-Brücke, die den Fluss Sŏnchŏn-gang überspannt. Sie verläuft bis zu einer innerstädtischen Kreuzung. An ihr sind viele Einrichtungen und Sehenswürdigkeiten konzentriert. An der Straße steht noch eine Statue Kim Il-sungs. Eine Nebenstraße verbindet die Jŏngsŏng-Straße mit dem Bahnhof Hamhŭng. Hier befindet sich auch das Große Theater Hamhŭng, das das größte Theater Nordkoreas ist.

### Kaufhaus Nr. 1
Das Kaufhaus Nr. 1 ist ein Einkaufszentrum (Karte).

### Museum der Revolutionären Aktivitäten Kim Il-sungs
Im Museum der Revolutionären Aktivitäten Kim Il-sungs wird der Lebensweg Kim Il-sungs als Partisan und führende Figur der koreanischen Revolution nachgezeichnet (Karte).

### Kulturhaus Hamhŭng
Das Kulturhaus Hamhŭng befindet sich neben dem Revolutionsmuseum (Karte).

### Sinhung-Restaurant
Im Sinhung-Restaurant wird traditionelle koreanische Küche zubereitet, es wird vor allem für Geschäftsessen genutzt (Karte).

### Sinhungsan Hot’el

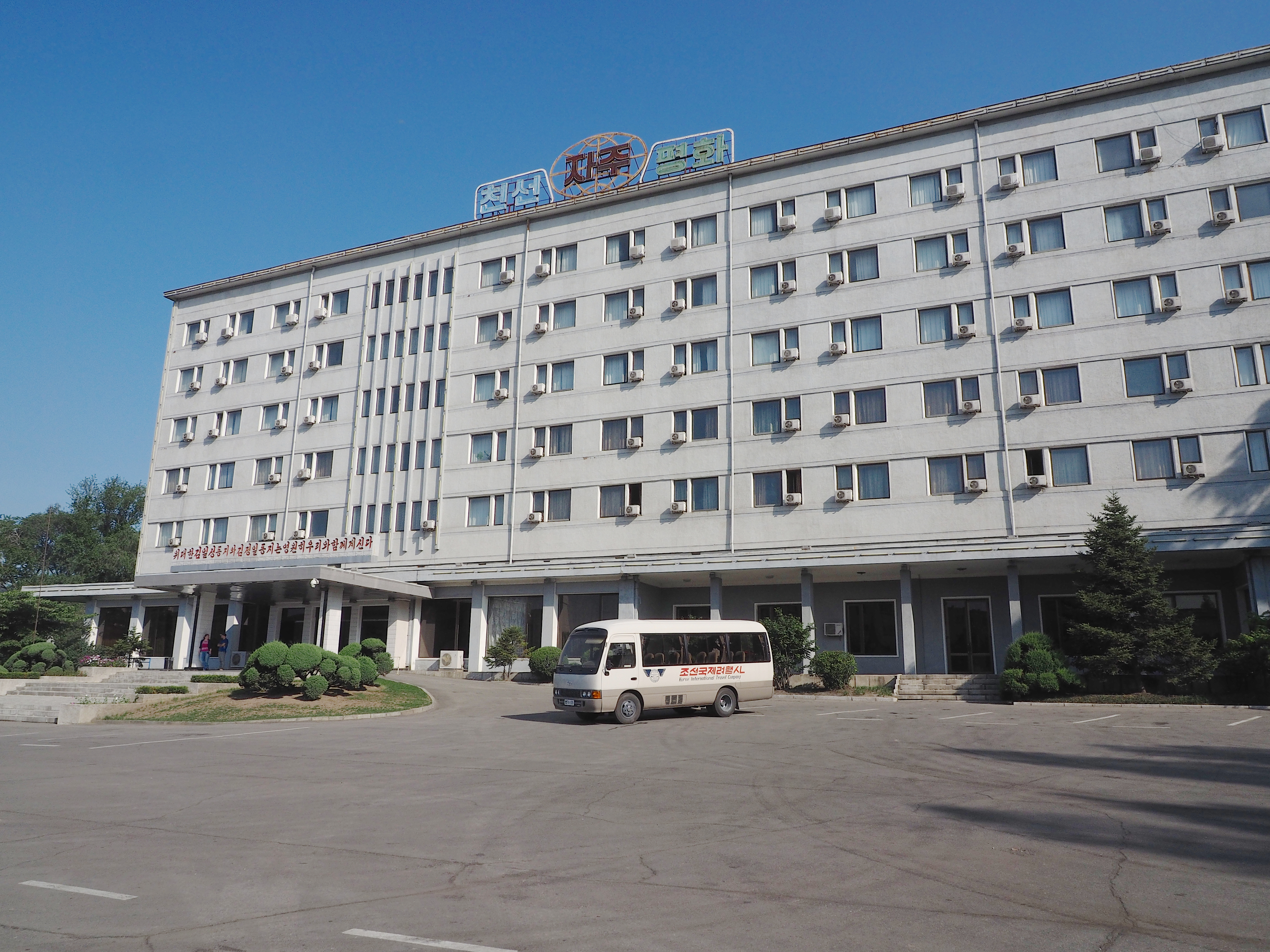
Sinhungsan Hot’el

Ausländische Gäste können im Sinhungsan Hot’el übernachten. Es wurde 1984 eröffnet und bietet eine für nordkoreanische Verhältnisse gute Ausstattung (Karte).

### Haus der Kultur Hamgyŏng-namdo
Das Haus der Kultur Hamgyŏng-namdo ist ein Kulturzentrum, in dem Musikkonzerte und Filmaufführungen dargeboten sowie politische Veranstaltungen abgehalten werden (Karte).

### Hamhŭng-Volksstadion
Das Hamhŭng-Volksstadion liegt kurz vor dem Ende der Jŏngsŏng-Straße. (Karte).